# Placă de sunet
O placă de sunet (de asemenea cunoscut ca o placă audio) este un dispozitiv hardware intern care facilitează intrarea și  ieșirea semnalelor audio de la un computer prin intermediul aplicațiilor specializate din programul acestuia.
Placa de sunet poate fi și o interfață audio externă (folosită de alte echipamente electronice) care utilizează software pentru a genera un sunet. Aceste dispozitive bazate pe software sunt mai bine cunoscute sub numele de interfețe audio.
Utilizările tipice ale plăcilor de sunet includ furnizarea de componente audio pentru aplicații multimedia, cum ar fi compoziția de muzică, editare video sau prezentări audio, educație și divertisment (jocuri) și proiecție video. Majoritatea computerelor au placa de sunet incorporată în placa de bază, în timp ce altele (cele din primele generații) necesită plăci audio atașate la placa de bază.

## Caracteristici generale

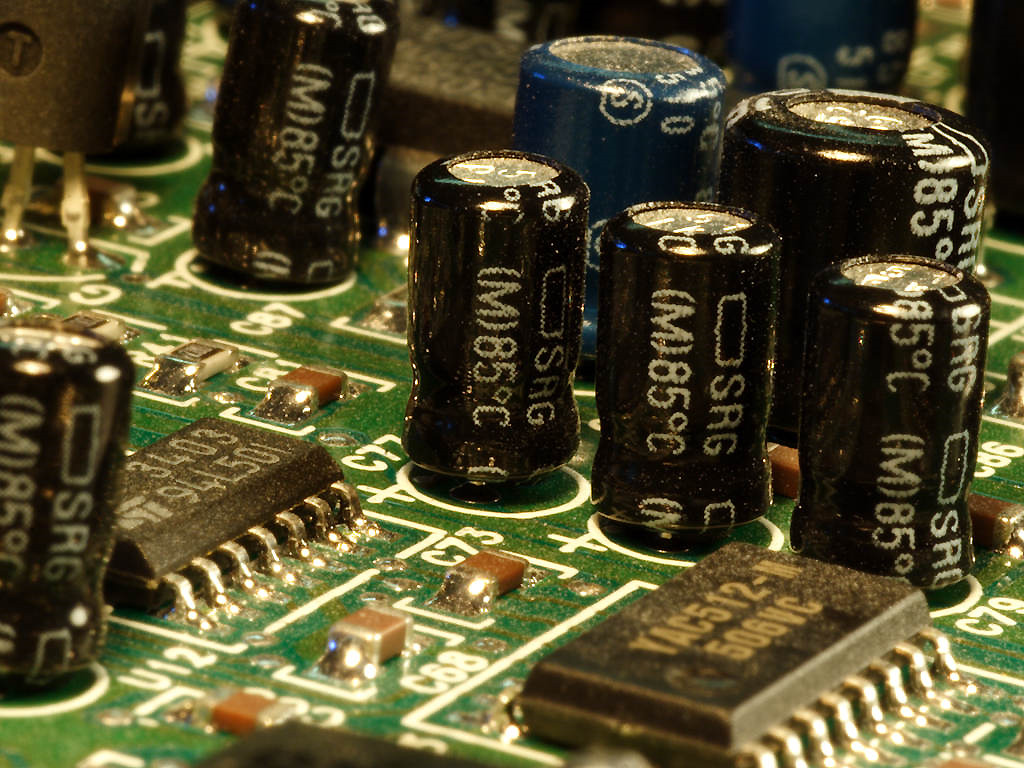
Vedere de aproape a unei plăci de sunet, arătând condensatori electrolitici, circuite integrate, rezistoare, etc.

Plăcile de sunet convertesc la ieșire semnalele digitale înregistrate sau generate în semnale format analogic. Semnalul de ieșire este conectat la un amplificator, la căști sau la un dispozitiv standard extern utilizând interconectarea, prin conectori TRS sau RCA. Unele plăci audio avansate includ mai mult de un chip pentru sunet pentru a asigura rate de date mai mari și funcționalități multiple simultan (sintetizatoare) pentru generarea în timp real de muzică și efecte sonore. 

### Canalele de sunet și polifonia
O caracteristică importantă a plăcii de sunet este polifonia, care se referă la capacitatea sa de a procesa și emite simultan mai multe voci sau sunete independente. Aceste canale distincte sunt văzute ca numărul de ieșiri audio, care pot corespunde unei configurații a difuzoarelor, cum ar fi 2.0 (stereo), 2.1 (stereo și subwoofer), 5.1 (surround) sau altă configurație. Uneori, termenii voce și canal sunt folosiți alternativ pentru a indica gradul de polifonie, nu configurația difuzorului de ieșire. De exemplu, multe cipuri de sunet mai vechi ar putea găzdui trei voci, dar un singur canal audio de ieșire (adică o singură ieșire mono), necesitând amestecarea tuturor vocilor. Cardurile ulterioare, cum ar fi placa de sunet AdLib, aveau o polifonie cu 9 voci combinată într-un canal de ieșire mono.

## Coduri de culoare
Conectorii de pe plăcile de sunet sunt codificate în culori conform Ghidului de proiectare a sistemului PC. De asemenea, pot avea simboluri ale săgeților, găurilor și undelor sonore care sunt asociate cu fiecare poziție a mufei.
| Culare | Culare           | Pantone | Funcție                                                                                                  | Tip     | Conector        | Simbol                                                  |
| ------ | ---------------- | ------- | --- | ------- | --------------- | ------------------------------------------------------- |
|        | Roz              | 701C    | Intrare audio analogică pentru microfon                                                                  | Intrare | 3.5 mm minijack | Un microfon                                             |
|        | Albastru deschis | 284C    | Intrare audio la nivel de linie analogică                                                                | Input   | 3.5 mm minijack | O săgeată care intră într-un cerc                       |
|        | Lime culoare     | 577C    | Ieșire audio la nivel de linie analogică pentru semnalul stereo principal (difuzoare frontale sau căști) | Ieșire  | 3.5 mm minijack | Săgeata care iese dintr-o parte a unui cerc într-o undă |
|        | Portocaliu       | 157C    | Ieșire audio la nivel de linie analogică pentru difuzorul canalului central și subwoofer                 | Ieșire  | 3.5 mm minijack |                                                         |
|        | Negru            |         | Ieșire audio analogică la nivel de linie pentru difuzoare surround, de obicei stereo spate               | Ieșire  | 3.5 mm minijack |                                                         |
|        | Sur/Gri          | 422C    | Iesire audio la nivel de linie analogica pentru canale laterale optionale surround                       | Ieșire  | 3.5 mm minijack |                                                         |
|        | Brun/Întunecat   | 4645C   | Ieșire audio la nivel de linie analogică pentru o panoramare specială, „difuzor de la dreapta la stânga” | Ieșire  | 3.5 mm minijack |                                                         |
|        | Auriu/Gri        |         | Portul jocului / MIDI                                                                                    | Intrare | 15 pin D        | Săgeata care iese în ambele părți în valuri             |